# Numerele de înmatriculare auto în Estonia
Numerele de înmatriculare în Estonia sunt formate din 3 cifre și 3 litere.

## Din 1991
Numărul utilizat în mod obișnuit era pe un fond alb cu caractere negre scrise trei cifre și trei litere - dintre care primele trei litere din alfabetul latin (cod zonă) (de exemplu: 195 AGM) pe un cadru negru.

## Din 2004
Din 1 mai 2004 (Estonia a intrat în Uniunea Europeană) au introdus în marginea din stânga a numărului de înmatriculare o bară verticală albastră de aproximativ 40 mm în partea de sus găsim steagul Uniunii Europene și în partea de jos eticheta de culoare albă în care scrie EST.

## Codurile regiunilor din Estonia

Codurile regiunilor din Estonia

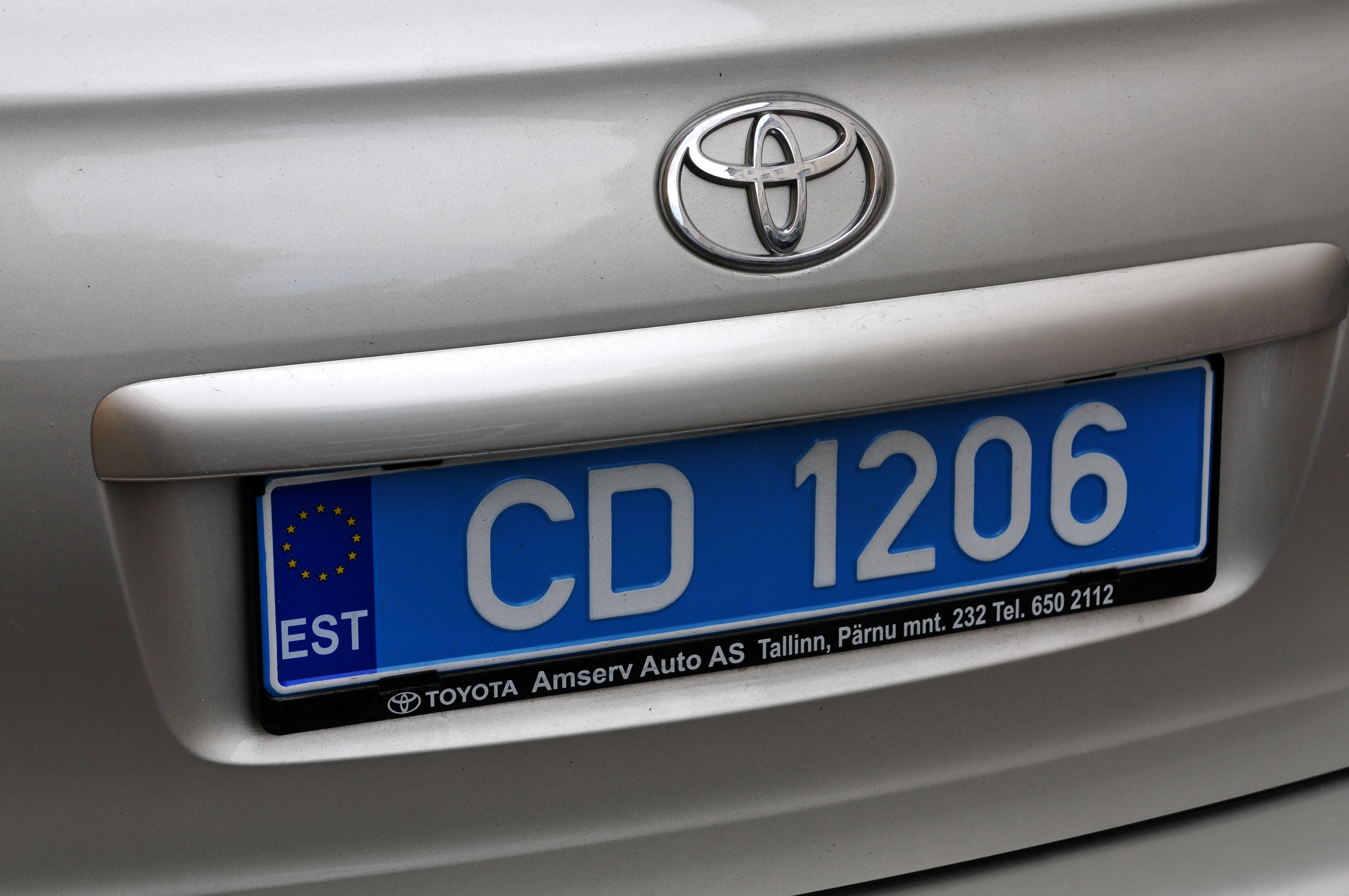

| Codul | Numele regiunii                    |
| ----- | ---------------------------------- |
| A     | Tallinn (Tallinn)                  |
| B     | Tallinn (Tallinn)                  |
| D     | Viljandi                           |
| F     | Pärnu                              |
| G     | Valga                              |
| H     | Hiiumaa                            |
| I     | Ida-Viru în afară de Narva         |
| J     | Jõgeva                             |
| K     | Saaremaa (K-ul Kuressaare)         |
| L     | Rapla                              |
| M     | Regiunea Harju în afară de Tallinn |
| N     | Narva                              |
| O     | Põlva                              |
| P     | Järva                              |
| R     | Lääne-Viru                         |
| S     | Lääne                              |
| T     | Tartu                              |
| V     | Võru                               |